# Termes désignant les émigrés japonais

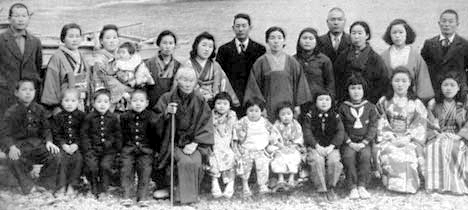
Famille d'immigrés japonais au Brésil.

On trouve différents termes désignant les émigrés japonais selon les pays.
Au Japon :
- Nikkeijin (日系人?, littéralement « personnes d'origine japonaise ») désigne de façon générale les émigrés japonais et leurs descendants.
- Issei (一世?, littéralement « première génération ») désigne les Japonais nés au Japon mais ayant émigré à l'étranger comme les premiers émigrants du début du XXe siècle.
- Nisei (二世?, « deuxième génération. ») désigne les enfants des premiers émigrants, nés à l'étranger — principalement au Canada, États-Unis et en Amérique latine.
- Sansei (三世?) désigne les petits-enfants nés après-guerre.
- Yonsei (四世?) désigne la jeune génération actuelle.
- Gosei (五世?), la future cinquième génération.

Au Brésil :
- Nissei, du japonais nisei : Brésilien d'ascendance japonaise.

Aux États-Unis :
- A.J.A. pour American of Japanese Ancestry : Américain d'ascendance japonaise.